# Сан-Андрес-і-Провіденсія
Сан-Андрес та Провіденсія (ісп. San Andrés y Providencia) — один з департаментів Колумбії, куди входять острови Сан-Андрес, Провіденсія і низка дрібніших островів (Бікон, Бахо-Нуево, Ронкадор, Кортаун та Альбукерке) та рифів, що вигідно височіють в південно-західній частині Карибського моря навпроти узбережжя Нікарагуа. Департамент розташований за 750 кілометрів на північний захід від Карибського узбережжя Колумбії. Адміністративний центр — місто Сан-Андрес.
Площа департаменту — 112 км², з яких площа суходолу 52,5 км². Населення — 70554 осіб (2005, 23000 в 1977).

## Географія

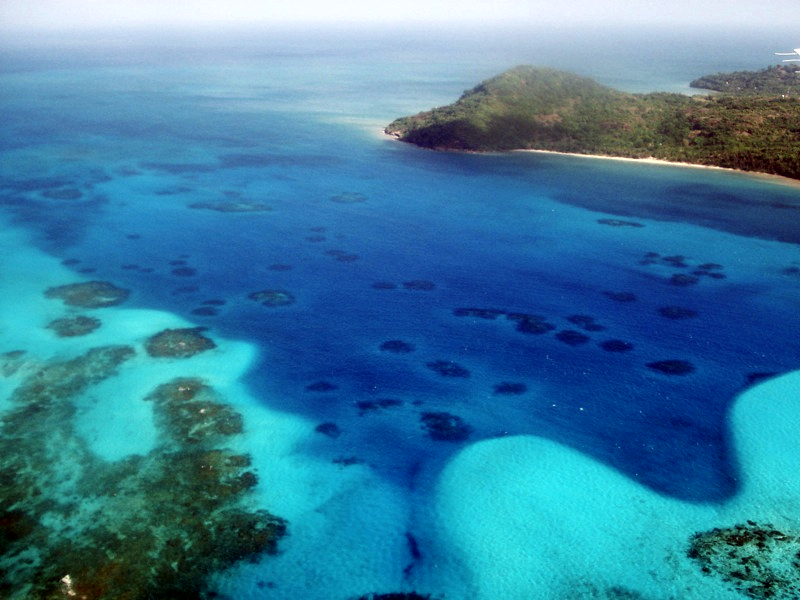
Краса островів

Клімат субекваторіальний. Пересічні місячні температури близько 30 °C. Опадів 1500–2000 мм за рік.

## Історія
У 1502 році відкриті іспанцями на чолі з Христофором Колумбом· У 1544 році приєднані до іспанського генерал-капітанства Гватемала· У 1627—1631 роках заселені британськими пуританами — переселенцями з Англії і Вельсу· 24 травня 1641 року флот Іспанії захопив острів Провіденсія· 22 грудня 1670 року англійці на чолі з Генрі Морганом відбили Провіденсію у іспанців· У 1740—1787 роках острів Сан-Андрес був під владою Великої Британії; а потім перейшов під владу Іспанії· У 1822 році острови приєднані до Колумбії·
З 2001 року Нікарагуа намагалася оскаржити у Колумбії територіальну приналежність островів. Але 2007 року Міжнародний суд ООН підтвердив право Колумбії на володіння основними островами департаменту. 2012 року таке ж рішення було прийнято щодо низки дрібніших островів, що поставило крапку у територіальній суперечці. Однак води Карибського моря, що були колумбійською ексклюзивною економічною зоною площею близько 75 тисяч км², повинні бути передані Нікарагуа. Уряд Колумбії відмовився виконувати це рішення МС ООН.

## Муніципалітети
| № | Прапор | Муніципалітети            | Площа, км² | Населення, осіб (2005) |
| - | ------ | ------------------------- | ---------- | ---------------------- |
| 1 |        | Сан-Андрес (San Andrés)   | 26         | 55 426                 |
| 2 |        | Провіденсія (Providencia) | 26,5       | 4 147                  |

## Населення
Споконвічне населення островів — райсальці, є нащадками англійських пуритан, що оселилися на островах 1631 року, і їх рабів. Їх розмовна райсальська креольська мова поступово витісняється стандартною англійською та іспанською. Проте останнім часом з 90 тисяч жителів, райсальці становлять лише близько 30 % жителів.

## Економіка
Розвинуте рибальство, сільське господарство (вирощують кокосову пальму).
Має зв'язок з континентальною частиною Колумбії морським та авіаційним транспортом.

## Пам'ятки
Головна визначна пам'ятка островів — баптистська церква у Ла-Лома, найстаріша у Латинській Америці.